# Вышеславское (Ярославская область)
Вышеславское — село в Гаврилов-Ямском районе Ярославской области.

## История
Вышесла́вское — село, упоминаемое в источниках с начала XVII века. По одной из версий, его название связано либо с расположением на возвышенности, либо с именем Вышеслава Владимировича (ок. 977 — после 1010) — князя Новгородского, старшего сына князя Владимира Святославича. После смерти Вышеслава новгородский престол перешёл к его младшему брату Ярославу (впоследствии прозванному Мудрым), тогда ещё князю Ростовскому. 
В период с 1463 по 1469 годы село Вышеславское упоминается в княжеских грамотах как монастырское владение Ярославского Спасского монастыря.
История села тесно связана с военными событиями региона. В центре села в 1724 году была построена Казанская церковь, архитектурные элементы которой, включая иконы Божией Матери, святителя Николая Чудотворца, святых Космы и Дамиана, перекликаются с убранством колокольни Великосельского кремля. Церковь находилась примерно в 5 километрах от реки Которосль, на противоположном берегу от кремля, что обеспечивало стратегический контроль над рекой и прибрежной территорией. Связь между объектами осуществлялась с помощью колокольного звона, позволяя координировать действия и обеспечивать оборону подступов к городу Ярославлю.
В 1891 году при храме была открыта церковно-приходская школа. Закрыта в 1932 году, переоборудована под склад, затем под автомастерские и клуб.

## Население
| 1859 | 1914 | 2007 | 2010 |
| ---- | ---- | ---- | ---- |
| 102  | ↗259 | ↘44  | ↘43  |

Данные переписи 1897 года:
Согласно переписным листам, в 1897 году в деревне было 19 домов, из них 10 принадлежали Пасхиным, 5-Филиповым, 2-Голубевым, 1 - Галкиным, 1 - Карасевым.
В деревне проживало 86 человек, из них 37 мужчин (73% грамотных), 49 женщин (12% грамотных). Большинство населения занималось земледелием, помимо этого, несколько человек работали на фабрике, 2 служили в трактире, 1 был дворником и 1 - кухаркой в Ярославле.

## Достопримечательности
Главная достопримечательность села  - это древняя церковь, находящаяся в плачевном состоянии. На сегодняшний день храм закрыт.
Престолы: Казанской иконы Божией Матери, Николая Чудотворца, Космы и Дамиана
Год постройки: 1724.
Каменный, пятиглавый храм был построен в 1724 году на средства прихожан на месте деревянной церкви начала 17 века. О последней мы можем судить по писцовым книгам 1627,1628,1629 годов. Этот храм был построен во имя святых мучеников, бессребреников Космы и Дамиана, с приделом Во имя святой великомученицы Параскевы, наречённой Пятница.
Возвращаясь к Казанскому храму, в нём располагались три престола: в главной (холодной)- во имя Казанской иконы божией Матери; в холодном приделе с северной стороны храма - во имя святых мучеников, бессребреников Космы и Дамиана; в тёплой, занимающей западную часть храма и отделяемой от холодной аркой - во имя святителя Николая, архиепископа Мир Ликийских, чудотворца.
В храме особо почитался образ Тихвинской Божией Матери.
В 1890 году при храме открыта церковно-приходская школа.
Закрыта в 1932 году. В советский период в храме располагались склад, автомастерская, клуб.
В настоящее время храм заброшен.